# Baron Hamilton of Dalzell
Baronowie Hamilton of Dalzell 1. kreacji (parostwo Zjednoczonego Królestwa)
- 1886–1900: John Glencairn Carter Hamilton, 1. baron Hamilton of Dalzell
- 1900–1952: Gavin George Hamilton, 2. baron Hamilton of Dalzell
- 1952–1990: John d'Henin Hamilton, 3. baron Hamilton of Dalzell
- 1990–2006: James Leslie Hamilton, 4. baron Hamilton of Dalzell
- 2006 -: Gavin Goulburn Hamilton, 5. baron Hamilton of Dalzell